# Az óceán lánya (televíziós sorozat, 1994)
Az óceán lánya (eredeti címén Ocean Girl) ausztrál televíziós filmsorozat, amely először 1994 és 1998 között futott a tévében.

## Ismertető
Két kisfiú Jason és Brett az anyukájukkal aki tengerbiológus egy óceánon lévő kutatóállomásra érkezik.  Az állomáson több gyerek is van, akiknek itt dolgoznak a szüleik. Jason az anyukájával és annak munkatársával, Dr. Winston Seth-el  mennek, hogy megcímkézzenek egy bálnát. Jason rá kellene, hogy lőjön a bálnára, de a bálna elébe áll egy lány. Jasonnak nem hiszik el, hogy látott egy lányt az óceán közepén. Később Brett is találkozik a lánnyal, akit Nerinek hívnak. Jason, Neri és Brett jó barátok lesznek.

## Szereposztás
- Marzena Godecki:  Neri
- David Hoflin:     Jason Bates
- Jeffrey Walker:   Brett Bates
- Nicholas Bell:    Dr. Hellegren (1,2 és 3. évad)
- Alex Pinder:      Dr. Winston Seth
- Kerry Armstrong:  Dr. Dianne Bates (1 és 2. évad)
- Liz Burch:        Dr. Dianne Bates (3 és 4. évad)
- Gregory Ross:     Paul Bates (4. évad)
- Lauren Hewett:    Mera (2,3 és 4. évad)